# Poneropsis hypolitha
Poneropsis hypolitha är en myrart som först beskrevs av Cockerell 1915.  Poneropsis hypolitha ingår i släktet Poneropsis och familjen myror. Inga underarter finns listade i Catalogue of Life.